# Roosmarijn Beckers
Roosmarijn Beckers (nascida a 23 de outubro de 1986) é uma política flamenga e membro do parlamento flamengo pelo partido Vlaams Belang.

## Carreira
Beckers é filha da ex-política do Vlaams Belang Marleen Govaerts. Ela obteve um mestrado em história pela Universidade Católica de Leuven e foi professora de história antes de trabalhar como assistente no escritório de advocacia do seu marido.
Em 2006, Beckers foi eleita para o conselho municipal de Sint-Truiden por Vlaams Belang, mas decidiu deixar a política durante algum tempo porque considerava o Vlaams Belang misógino. Em 2019, ela foi incentivada a regressar ao partido por Tom Van Grieken e porque se sentiu decepcionada com o partido da Nova Aliança Flamenga, para o qual havia mudado o seu apoio. Em 2019, foi eleita para o parlamento flamengo pelo círculo eleitoral de Limburgo. Ela também é colunista de opinião do blog Doorbraak.